# Kocsis Imre (festő)
Kocsis Imre (Makó, 1940. február 4. –  Szentendre, 2015. március 28.) magyar festő, grafikus, tanszékvezető egyetemi tanár.

## Életpályája
A makói Bajza József általános iskolában végzett. 1954-ben került fel Budapestre. 1958-ban érettségizett a budapesti Képző- és Iparművészeti Gimnázium kerámia szakán. 1959–1966 között a Képzőművészeti Főiskolán tanult, mesterei: Kmetty János, Kádár György voltak. 1965-ben Makón rendezték meg első önálló kiállítását. 1967–1970 között Derkovits-ösztöndíjas volt. 1968-tól a Magyar Képzőművészeti Főiskolán gyakornok, tanársegéd, adjunktus volt. 1969-től Szentendrén élt. 1971-től a Magyar Képző- és Iparművészek Szövetségének tagja volt. 1977–1990 között a Makói Grafikai Művésztelep szervezője és művészeti vezetője volt. 1980-tól a Magyar Rovartani Társaság tagja volt. 1987–1990 között a Szövetség Választmányi és Ellenőrző Bizottság tagja volt. 1990–1995 között a Derkovits Ösztöndíj Bizottság tagja volt. 1991-től a Képgrafikai Tanszék tanszékvezető egyetemi tanára lett. 1994-től a Magyar Akkreditációs Bizottság, valamint a Szinyei Merse Pál Társaság tagja volt. 1999-ben habilitált mester lett. 2002-ben DLA fokozatot szerzett. 2008-ban professor emeritus címet kapott. 2008-ban nyugdíjba vonult.
Fazekassággal, fényképészettel, kertművészettel, pop arttal, realizmussal, hiperrealizmussal is foglalkozott. Több tanulmányutat tett a világ különböző helyeire: Moszkva, Leningrád, Párizs, Firenze, Velence, Havanna, USA, Portugália.

## Főbb alkotások
- Zsáner (1) Cianotípia, 36x37 cm (1984–1993)
- Zsáner (2) Cianotípia, 36x37 cm (1984–1993)
- Kaszás (1) Kasírozott fotó, tus, 90x150 cm (1985)
- Kaszás (2) Kasírozott fotó, tus, 90x150 cm (1985)
- Szivárványkaszás Kasírozott fotó, tus, akril, 80x130 cm (1985)
- Pax  Fotó, fólia, 90x190 cm (1987-1988)
- Lakodalom olaj, vászon, 295x450 cm (1991–2000)

## Kitüntetései és díjai
- Derkovits Gyula képzőművészeti ösztöndíj (1967-1970)
- Munkácsy Mihály-díj (1985)
- Művelődési Minisztérium nívódíja (1989)
- Római Magyar Akadémia ösztöndíja (1996)
- Győr Város díja, Megyei Őszi Tárlat, Győr (1996)
- Magyar Felsőoktatásért emlékplakett (1997)
- Grand Prix Pannonia, Csáktornya / Horvátország (1998)
- A Győr-Moson-Sopron Megyei Önkormányzat díja, Megyei Tárlat, Győr (2000)
- Magyar Köztársasági Arany Érdemkereszt (2002)
- Magyar Művészetért-díj (2002)
- A Magyar Köztársasági Érdemrend tisztikeresztje (2009)

## Egyéni kiállítások (válogatás)
- Makó (1966)
- Stúdió G (1973)
- MNG, József Attila Könyvtár, Makó (1977)
- Művésztelepi G., G. Mensch, München (1979)
- Kölcsey Ferenc M. K., Debrecen (1980)
- Bartók Béla M. K., Mohács (1982)
- Nyári G., Fonyód (1984)
- Óbudai Pincegaléria, Bp. (1985)
- Vigadó Galéria; Megyei M. K., Szolnok (1986)
- Jahrhunderthalle, Frankfurt am Main (1987)
- Dobozkert, Kocsis Imre japán és távolkeleti ihletésű munkái, EGIS Gyógyszergyár Rt. kereskedőháza, Bp (1994)
- Kulcslyuk-képek  (1995)
- MHB IMMO Art G., Bp.; Körmendi G., Bp. (1972–95)
- Párbeszéd a kerttel, Pest Center, Bp.  (1998)
- Képzőművészeti Egyetem – Epreskerti Kálvária, Budapest (1990)
- Petőfi Sándor Városi Művelődési Központ, Győr, Képzőművészeti Egyetem – Átrium, Budapest, Bezerédj-kápolna, Ménfőcsanak (1992)
- "Barokk hús" – Ringa Húsbolt, Győr (XXIV. Győri Nemzetközi Művésztelep) (1993)
- Vár Art Galéria, Győr (1994)
- Táltos Klub, Budapest, RAS-Galériahajó, Győr (Farouk Shehatával) (1995)
- Szaller-Malom – Művészetek Völgye, Kapolcs, Balassi Könyvesbolt Galéria, Budapest (1996)
- Tabán Mozi, Budapest (1997)
- Komáromi Kisgaléria, Komárom
- Ferencvárosi Pincegaléria, Budapest (Kéri Bálint Bencével)
- Közelítés Galéria, Pécs, Városi Művészeti Múzeum -Kamaraterem, Győr
- Városi Könyvtár Galériája, Győr (1998)
- "Lónyay" Grafikai Műhely, Budapest (Kéri Bálint Bencével) (1999)
- Ökollégium Artgaléria, Budapest, Akadémia Galéria, Győr (2000)
- Új Színház Galéria, Budapest "Felnőtt játékok" – Galéria IX, Budapest Auschlössl, Graz / Ausztria (2001)
- Fragmentumok – Petőfi Művelődési Ház, Győr (MEDIAWAVE, Kopasz Tamással)
- Városi Művészeti Múzeum – Váczy Gyűjtemény, Győr (2002)
- Kaszinó Győr Három etüd / tánc képekkel, Győri Zsinagóga (MEDIAWAVE, Demcsák Ottó koreográfiájával, 2003)
- Szentendrei Képtár, 1956-os portrék (2006)

## Csoportos kiállítások (válogatás)
- Nudita Ungers Grafik, Sveagallerit, Stockholm; Grafika e Bronzetti ungheresi, Villa Pignatelli, Nápoly (1971)
- IV. Nemzetközi Grafikai B., Krakkó (1972)
- Juho Rissas maalausleiri  (1976)
- Kuopio; VII. Festival International de la Peinture, Chateau-M. Haut de Cagnes, Cagnes-sur-Mer (1976)
- Magyar grafikai kiállítás, Buenos Aires (1977)
- A magyar grafika 200 éve, a MNG kiállítása, Athén; Auswahl der National Grafik-Biennale  (1978)
- in Miskolc, Berliner Stadtbibliotek; 1979: Gegenwartskunst in Ungarn, G. in der Rostockvilla, Klosterneuburg; Sixth British International Print B., Gartwright Hall, Bradford (1977)
- velencei biennálé (1980)
- a Szentendrei Grafikai Műhely kiállítása, Knoxville (1982)
- 6. B. Européenne de la Gravure, M. de L’Impression sur Etoffes, Mulhouse (1984)
- Negyven alkotó év, Műcsarnok, Bp.; 11. International Independent Exhibition of Prints in Kanagawa, Kanagawa Perfecturall G., Jokohama (1985)
- Eklektika ’85, MNG; I. International Asian-European Art B., Ankara; Modern festészet és kisplasztika Szentendréről, Delmenhorst, Haus Coburg, Hannover (1986)
- Ungarische Malerei des 20. Jahrhunderts, Staatlische M. zu Berlin (1988)
- Találkozások, Osztrák és magyar művészek közös kiállítása, MNG; Kunst heute in Ungarn, Neue G.–Sammlung Ludwig, Aachen (1989)
- Kortárs művészet, Válogatás a Ludwig Múzeum és a Magyar Nemzeti Galéria gyűjteményéből, MNG (1991)
- 80-as évek, Képzőművészet, Ernst M., Bp.; 1995: International B. of Graphic Art, Moderna G., Ljubljana (1994)
- Kortárs képzőművészet, Ludwig M., Bp.; Manif Seoul ’96, Szöul; 1997: 114/7920, Válogatás a jelenkori gyűjtemény anyagából, MNG; Contemporary Art, MKF, a képgrafika tanszék kiállítása, Castellani Art M. of Niagara University (1996)
- Remekművek, főművek a kortárs magyar képzőművészetből, Műcsarnok, Győr, Kortárs G. és Képtár, Győr; L’art contemporain hongrois, collection Körmendi–Csák, WIPO-székház, Genf; Chefs-d’oeuvre, UNO City, Bécs. (1998)
- A Raab-Art Csoport kiállítása – Magyar Galéria, Mosonmagyaróvár 4th International Triennale of Graphic, Kairó / Egyiptom "18 Künstler / 18 Städte – Stadtmuseum St. Pölten / Ausztria (2003)
- Budapesti Őszi Fesztivál: Kogart Ház, Bp. (2006)
- "MIKROKOZMOSZ",Sopron (2006)

## Munkái közgyűjteményekben
- Városi Művészeti Múzeum, Kortárs grafikai gyűjtemény, Győr
- FEIN GmbH Gyűjtemény, Stuttgart / Németország
- Nemzetközi Kortárs Művészeti Gyűjtemény, Zalaegerszeg
- Magyar Nemzeti Galéria, Jelenkori Gyűjtemény, Budapest
- Xántus János Múzeum, Győr
- Postabank Vezérigazgatóság, Budapest
- Janus Pannonius Múzeum, Modern Magyar Képtár, Pécs
- Lakodalom című művét Makón, a Hagymaházban állították ki.

## Publikációk
- Fényt kapott kezek (Baranyay András pannonhalmi kiállítása, Pannonhalmi Szemle (2001/III)
- Jegyzetfosszíliák (Gálics István grafikái a győri Városi Képtárban, Új Művészet 2001/VII.)
- Benső tájakon (Marc Chagall a budapesti Zsidó Múzeumban, Pannonhalmi Szemle 2001/IX
- Post scriptum, post print és más dolgok (Pavel Makov a győri Képtárban, Balkon 2001/X.)
- Ronda, de szép (Kopasz Tamás kiállítása a Godot Galériában, Új Művészet 2001/XII.)
- A világra nyomott ablak (6. Nemzetközi Grafikai Biennálé, Győr, Balkon 2001/XII.)
- Elnyűhetetlen szürrealizmus (Farsang Sándor kiállítása a győri Képtárban, Új Művészet 2002/II.)
- Kezelt kövek és kéz-kövületek spirituális térben (Valkó László a győri Akadémia Galériában, Új Művészet 2002/X.)
- Zene kezekre (Baranyay András komáromi kiállítása, Új Művészet 2003/I.)